# Exempla contraria

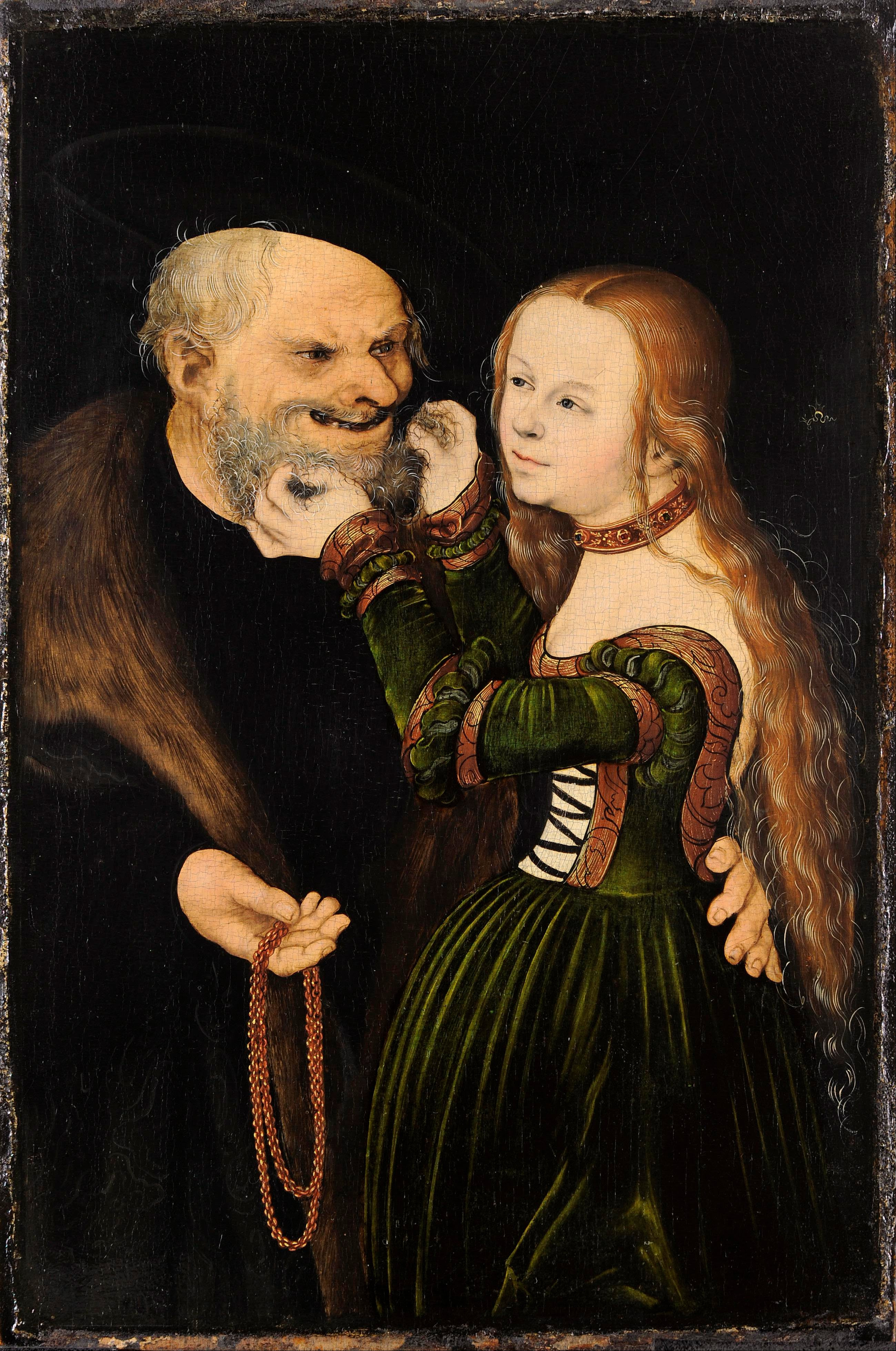
Ongelijke liefde. In ruil voor een sieraad ontvangt de oude man liefde van de jonge vrouw. De karikatuur moet bewerkstelligen dat de toeschouwer begrijpt dat het zo niet hoort. (Lucas Cranach de Oude)

Exempla contraria is een beleringstechniek via omkering. Het zijn voorbeelden van negatief gedrag, bedoeld om goed gedrag te bevorderen. 
Het genre exempla contraria of verkeerde wereld was populair in de beeldende kunst vanaf de vijftiende eeuw. Kluchtige voorstellingen toonden op satirische wijze menselijke tekortkomingen met als doel gewenst gedrag te stimuleren. Voorstellingen van feestende boeren, vrijende paren en dergelijke, trokken meer de aandacht dan moraliserende uitbeeldingen. In de tweede helft van de zeventiende eeuw verdween het belerende van de exempla contraria uit de Nederlandse schilderkunst, want er werd gevreesd voor navolging als de belerende boodschap niet begrepen werd. In centsprenten leefde de exempla contraria tot in de negentiende eeuw door. De centsprenten leidden minder makkelijk tot vergissingen omdat ze voorzien werden van verklarende bijschriften. Veranderde pedagogische inzichten maakten er daarna een einde aan.
Niet alleen in de beeldende kunst werd gebruik gemaakt van de exempla contraria; een voorbeeld in de 19e-eeuwse jeugdliteratuur is Snakerijen van Tijl Uilenspiegel.